# Лугово-чернозёмные почвы
Лугово-чернозёмные почвы распространены на террасовых равнинах и низких водоразделах лесостепной и степной зон, в ландшафтах подлесья на низких древних террасах рек, делювиальных шлейфах. Их материнскими породами являются делювий лёссовидных суглинков и меловых мергелей. При суглинистом механическом составе верхние горизонты имеют зернистую структуру.
Эти почвы сходны с черноземами, но отличаются от них близким к поверхности залеганием грунтовых вод и оглеением подгумусового горизонта и верхней части почвообразующей породы с глубины 120-150 см. Они имеют значительное количество гумуса (до 6-8%), нейтральную реакцию почвенного раствора, насыщены кальцием и магнием. Среди них часто встречаются засоленные разности, что обусловлено солеными грунтовыми водами. В северной лесостепи засоление содовое, в южном — сульфатное, а в степной зоне — хлоридно-сульфатное.
Засоленные разновидности лугово-чернозёмных почв имеют сниженную плодородность, что связано с их худшими физическими свойствами (бесструктурностью, вязкостью и оплыванием при увлажнении) и неглубоким залеганием легкорастворимых солей.
Они представляют собой переходное звено почвенного покрова между черноземами и глубокими дерновыми (луговыми) почвами. Их особенностями, которыми они отличаются от черноземов, является периодическое увлажнение подпочвенными водами, что обусловливает ряд признаков, не свойственных черноземам (та или другая степень оглеения нижней части профиля, несколько большая гумусность и т.д.).
По глубиной профиля они неоднородны. Преобладают глубокие, часто намытые, слабовылуженные.
Механический состав чернозёмно-луговых почв весьма разнообразен, но наиболее распространены пылевато-легкосуглинистые разновидности. По физическим и физико-химическим свойствам чернозёмно-луговые почвы аналогичны черноземам, а по содержанию гумуса часто превосходят их, что и обуславливает высокую плодородность. Это лучшие почвы для овощей и других интенсивных сельскохозяйственных культур. Используются как сенокосные угодья.
Некоторые массивы этих почв нужно дренировать.